# Holy War
Holy War ist das dritte Studioalbum der australischen Death-Metal-Band Thy Art Is Murder, dass am 26. Juni 2015 in Australien über UNFD und in Europa über Nuclear Blast veröffentlicht wurde. Am 29. Juni erfolgte die Veröffentlichung im Vereinigten Königreich und ein Tag darauf in den Vereinigten Staaten.
Das Album beherbergt zehn beziehungsweise elf Stücke mit einer Gesamtspielzeit von 38 Minuten und 38 Sekunden oder 41 Minuten und einer Sekunde. Holy War stieg auf Platz 7 in den heimischen Albumcharts ein und erreichte erstmals internationale Chartnotierungen in Deutschland und in den Vereinigten Staaten, wo das Album Platz 70 beziehungsweise 82 erreichte.
Das ursprüngliche Plattencover löste eine Kontroverse aus, die die Band zwang, das Cover zu ändern, da die Musiker einen Boykott der Vertriebspartner befürchteten. Es ist zudem das letzte vollwertige Album auf dem Sänger Chris McMahon zu hören ist.

## Hintergrund
Das Liedmaterial wurde von der Gruppe während mehreren Konzertreisen im Jahr 2014 in einem Ferienhaus in Central Coast, New South Wales angefertigt. Wenige Wochen bevor die Aufnahmen begannen bezogen die Musiker ein Studio um weiteres Material zu erarbeiten. Vier Wochen vor Produktionsbeginn hatte die Gruppe etwa die Hälfte des Albums geschrieben. Für die Produktion des Albums wechselte Sean Delander zurück an die Rhythmusgitarre während Kevin Butler die E-Bass-Spuren einspielte. Als Produzent fungierte Will Putney.
Am 30. März 2015 wurde offiziell verkündet, dass ein Album Ende Juni veröffentlicht werden würde. Am 10. April 2015 wurde das Plattencover und die Titelliste des Albums enthüllt. Zwei Wochen später wurde das ursprünglich geplante Cover präsentiert, welches aber auf Druck ihres australischen Labels UNFD geändert wurde, das diese einen Boykott durch die Vertriebspartner befürchteten. Allerdings blieb dieses Artwork im Beilageheft des Albums erhalten.
Am 29. Mai 2015 erschien ein Musikvideo zu Light Bearer, bei welchem die Produktionsfirma Ambitious Films involviert war. Vier Wochen später, der Tag der Veröffentlichung des Albums im Vereinigten Königreich am 29. Juni folgte die Premiere des Musikvideos zu Holy War, welches kontrovers diskutiert wurde. Außerdem wurde ein Lyric-Video zum Stück Violent Reckoning veröffentlicht. Holy War erschien am 29. Juni 2015 in Europa, Australien und Neuseeland. Am 29. Juni erfolgte die Veröffentlichung des Albums im Vereinigten Königreich und einen Tag später in den Vereinigten Staaten.

### Musikvideo zuHoly War
Am 29. Juni 2015 veröffentlichte Thy Art Is Murder ihr Musikvideo zu Holy War, dem namensgebenden Stück des Albums. Es wurde als eines der brutalsten Videos, dass ein Künstler aus Australien je veröffentlicht hat, beschrieben und löste große Verärgerung in der Öffentlichkeit aus. In diesem Video ist unter anderem eine Anspielung auf den Islamischen Staat zu sehen. Dabei wird eine scheinbar reale Enthauptung eines Menschen durch einen IS-Terroristen gezeigt. Laut Andy Marsh soll das Video provozieren und die ganze Idee über Gott hinterfragen. Die Band will aufzeigen, dass das Video zeigen soll, dass der Glaube an einen Gott manipulativ ist und die Religion an sich eine negative Kraft in der Welt darstelle. Kritisiert wurde, dass der einzige religiöse Konflikt durch islamistische Hinterwäldler stattfindet, während andere Kriege rein auf ökonomisch-politischer Basis aufbauen.

## Titelliste
| #   | Titel                                 | Länge |
| --- | ------------------------------------- | ----- |
| 1.  | Absolute Genocide                     | 4:25  |
| 2.  | Light Bearer                          | 3:55  |
| 3.  | Holy War                              | 4:00  |
| 4.  | Coffin Dragger (feat. Winston McCall) | 2:55  |
| 5.  | Fur and Claw                          | 4:16  |
| 6.  | Deliver Us to Evil                    | 3:06  |
| 7.  | Emptiness                             | 4:03  |
| 8.  | Violent Reckoning                     | 2:55  |
| 9.  | Child of Sorrow                       | 3:33  |
| 10. | Naked and Cold                        | 5:30  |
| 11. | Vengeance                             | 2:23  |

Thy Art Is Murder verarbeiten in ihren Texten antichristliche beziehungsweise komplett antireligiöse Thematiken. Allerdings arbeiten die Musiker auch mit Themen wie Krieg, Tierschutz und entgegengesetzt zu früheren Werken werden zudem Kindesmissbrauch, Politik in manchen Liedern auf Holy War aufgegriffen.

## Cover
Das ursprünglich ausgewählte Albumcover zeigt einen kleinen Jungen mit einem Sprengstoffgürtel. Es wurde am 24. April 2015 offiziell vorgestellt. Der Junge sollte die Unschuld der Kinder repräsentieren, die für die jeweilige Religion als Selbstmordattentäter in ihren Heiligen Kriegen missbraucht wurden.

„Here it is […], a child for every religion that has indoctrinated the young and disadvantaged, and sent them off to war and bloody death without cause or reason.“

Allerdings löste dieses Motiv eine Kontroverse aus, sodass die Band gezwungen war, das Cover zu entschärfen oder gänzlich neu zu konzipieren, da sowohl die Musiker als auch ihr Label Nuclear Blast einen Boykott der Vertriebspartner befürchteten. So wurde für die digitale und CD-Version des Albums eine entschärfte Variante des ursprünglichen Covers gewählt, in der das Gesicht des Kindes durch eine Kapuze verborgen wurde, während das erste Plattenmotiv weiterhin als Frontcover für die Schallplatten-Version genutzt wird.

## Erfolg
Holy War stieg auf Platz 7 in den heimischen Albumcharts ein und erreichte erstmals internationale Chartnotierungen in Deutschland sowie in den Vereinigten Staaten, wo das Album auf Platz 70 beziehungsweise 82 einstieg. Es konnte sich jeweils eine Woche lang in den Charts aufhalten.
Es wurde im Jahr 2015 für einen ARIA Award in der Kategorie Best Hard Rock/Heavy Metal Album nominiert. Es unterlag aber gegen die Labelkollegen Northlane, die die Auszeichnung für ihr Album Node erhielten.

## Rezeption
Thomas Strater vom deutschsprachigen Metal Hammer urteilte, dass das Album kein Schnellschuss geworden sei, sondern durchdacht, erwachsen und sich nebenbei auch detailverliebt zeige, durch die Holy War im positiven Sinne an sich wachse. Auch wenn das Album zu Beginn sperrig und verschlossen wirke, so schaffe das filigrane Gitarrenspiel neben dem wütenden Death-Metal-Klang eine dystopische Atmosphäre, die den Hörer in den Bann ziehe. Er kommt zum Schluss, dass Thy Art Is Murder den Deathcore wieder gefährlich machen würden. Jan Wischkowski von Metal.de beschreibt das Werk als einen Bastard aus Deathcore, Technical Death Metal und ab und zu sogar Black Metal. Das Album weise im Vergleich zum Vorgänger-Album Hate keine großen Überraschungen und Entwicklungen auf, da sie ihrem Erfolgsrezept treu geblieben seien. Die Band bewege sich mit Holy War im aktuellen Zeitgeschehen und biete eine brutal klingende Anklage gegen die vorherrschenden Missstände der heutigen Gesellschaft.
Pascal Staub von Stormbringer.at indes beschrieb das Album neutraler, da es trotz der instrumentalen Stärke Defizite im Songwriting gebe, die das Album trotz seiner aktuellen Thematik in eine eintönige Intonierung diverser menschlicher Abgründe und Brutalitäten forme. Er schreibt der Band zu, sich nicht von ihren musikalischen Wurzeln bewegen könnten, ohne sich dabei musikalisch abzunutzen. Staub sagt vorher, dass dies bereits auf der kommenden Platte heraushörbar sein könnte. Laut Andreas Steiner von Stageload orientiere sich die Gruppe auf Holy War an dessen musikalischem Vorgänger, wobei der Abwechslungsreichtum darunter leide. Das Werk sei ein solides Deathcore-Album geworden, bei dem die Musiker zwar Blut, Rotz und Galle vermissen lasse, die Lieder dafür sterile und präzische Dampframmen seien. Allerdings wünscht sich der Rezensent für das kommende Album wieder mehr Chaos und weniger Feinschliff.